# 貧しい富豪たち
『貧しい富豪たち』（まずしいふごうたち、イタリア語: Poveri milionari）は、1958年（昭和33年）製作・公開、ディーノ・リージ監督によるイタリアの映画である。イタリア式コメディの1作で、『貧しいが美しい男たち』に始まり、『美しいが貧しい娘たち』と続いたシリーズの第3作、完結篇。

## 略歴・概要
本作は、1956年（昭和31年）に製作され、翌1957年（昭和32年）1月1日に公開されたディーノ・リージ監督の『貧しいが美しい男たち』、同年製作、同年12月20日に公開された『美しいが貧しい娘たち』に続いてイタリアの映画会社ティタヌスが製作、ローマ市内でロケーション撮影を行って完成、1958年に同社がイタリア国内で公開した。
脚本は、3作ともディーノ・リージ、パスクァーレ・フェスタ・カンパニーレ、マッシモ・フランチオーザがオリジナルシナリオを共同執筆したが、本作では、劇版音楽がピエロ・ピッチオーニからアルマンド・トロヴァヨーリにバトンタッチ、前2作で主演したマリーザ・アッラジオは本作では降板し、レギュラー女優であったロレッラ・デ・ルーカ、アレッサンドラ・パナーロが主演集団に昇格した。
日本では、本作に関してはイタリア文化会館等での上映を除いては劇場公開されておらず、2010年9月現在、DVD等のビデオグラムも発売されていない。

## スタッフ
- プロデューサー : シルヴィオ・クレメンテッリ
- 監督 : ディーノ・リージ
- 原作・脚本 : ディーノ・リージ、パスクァーレ・フェスタ・カンパニーレ、マッシモ・フランチオーザ
- 撮影 : トニーノ・デリ・コリ
- 編集 : マリオ・セランドレイ （Mario Serandrei）
- 音楽 : アルマンド・トロヴァヨーリ （Armando Trovajoli）

## キャスト
クレジット順
- マウリツィオ・アリーナ （Maurizio Arena） - Romolo
- レナート・サルヴァトーリ （Renato Salvatori） - Salvatore
- ロレッラ・デ・ルーカ （Lorella De Luca） - Marisa
- アレッサンドラ・パナーロ （Alessandra Panaro） - Anna Maria

アルファベット順
- ジルド・ボッチ （Gildo Bocci）
- フレッド・ブスカリオーネ （Fred Buscaglione） - 本人役
- メンモ・カロテヌート （Memmo Carotenuto） - Alvaro
- リーナ・フェッリ （Lina Ferri）
- ホセ・ハスペ （José Jaspe）
- シルヴァ・コシナ - Alice
- ロベルト・レイ （Roberto Rey）
- ミゲル・ヴィアーデ （Miguel Viadé）

## シリーズ
1. 貧しいが美しい男たち Poveri ma belli
2. 美しいが貧しい娘たち Belle ma povere
3. 貧しい富豪たち Poveri milionari

## 関連事項
- イタリア式コメディ

## 註
1. 1 2 3 4  Poveri milionari, Internet Movie Database （英語）, 2010年9月13日閲覧。
2. 1 2 3 4  Poveri Milionari, allmovie （英語）, 2010年9月13日閲覧。
3. ↑  Poveri Ma Belli - オールムービー（英語）, 2010年9月13日閲覧。
4. ↑  ディーノ・リージ、キネマ旬報映画データベース、2010年9月13日閲覧。
5. ↑  ディノ・リージ、allcinema ONLINE, 2010年9月13日閲覧。